# Велю Деспотов
Велю Антонов Деспотов е български лекар.

## Биография
Велю Деспотов е роден в 1880 година в Крушево, тогава в Османската империя, днес в Северна Македония. В 1906 а завършва медицина в Монпелие.
Участва в Първата световна война като запасен санитарен подпоручик, ординатор в седми дивизионен лазарет. За отличия и заслуги през втория период на войната е награден с орден „Свети Александър“, V степен.
Делегат е на Крушевското братство на Учредителния събор на македонските бежански братства в 1918 година в София
Участва като делегат от Пловдивското македонско братство в обединителния конгрес на Македонската федеративна организация и Съюза на македонските емигрантски организации от януари 1923 година.